# Championnat d'Afrique des nations féminin de handball 1994
Navigation
Côte d'Ivoire 1992 Bénin 1996
La 11e édition du championnat d'Afrique des nations féminin de handball a eu lieu à Tunis (Tunisie) du 8 au 17 novembre 1994. Le tournoi, qui réunit les meilleures équipes féminines de handball en Afrique, est joué en même temps que le tournoi masculin.
L'Angola remporte son troisième titre dans la compétition en s'imposant en finale (24-18) face à la Côte d'Ivoire. Les deux équipes sont ainsi qualifiées pour le championnat du monde 1995. L'Algérie complète le podium.

## Tirage au sort
Le tirage au sort des groupes est effectué à l'hôtel Africa de Tunis le 9 avril 1994 et a donné les groupes suivants :
- groupe A :  Congo,  Côte d'Ivoire,  Tunisie et  Sénégal.
- groupe B :  Algérie,  Angola,  Nigeria et  Zaïre.

Le Sénégal (groupe A) et le Zaïre (groupe B) sont finalement forfait.

## Phase de groupes

### Groupe A
Les résultats du groupe A sont les suivants, :
- 8 novembre 1994 :  Congo bat  Tunisie 27-18
- 10 novembre 1994 :  Tunisie et  Côte d'Ivoire 12-12
- 12 novembre 1994 :  Congo bat  Côte d'Ivoire 25-18

Le classement final est le suivant :
|   | Équipe        | Pts | J | G | N | P | Bp | Bc | Diff |
| - | ------------- | --- | - | - | - | - | -- | -- | ---- |
| 1 | Congo         | 6   | 2 | 2 | 0 | 0 | 52 | 36 | 16   |
| 2 | Côte d'Ivoire | 3   | 2 | 0 | 1 | 1 | 30 | 37 | -7   |
| 3 | Tunisie       | 3   | 2 | 0 | 1 | 1 | 30 | 39 | -9   |

Le Congo et la Côte d'Ivoire sont qualifiés pour les demi-finales.

### Groupe B
Les résultats du groupe B sont les suivants, :
- 9 novembre 1994 :  Algérie bat  Angola 19-18 (mi-temps 8-8)
- 11 novembre 1994 :  Algérie bat  Nigeria 16-12 (mi-temps 8-5)
- 13 novembre 1994 :  Angola bat  Nigeria 23-20

Le classement final est le suivant, :
|   | Équipe  | Pts | J | G | N | P | Bp | Bc | Diff |
| - | ------- | --- | - | - | - | - | -- | -- | ---- |
| 1 | Algérie | 6   | 2 | 2 | 0 | 0 | 35 | 30 | 5    |
| 2 | Angola  | 4   | 2 | 1 | 0 | 1 | 41 | 39 | 2    |
| 3 | Nigeria | 2   | 2 | 0 | 0 | 2 | 32 | 39 | -7   |

L'Algérie et l'Angola sont qualifiées pour les demi-finales.

## Phase finale
Les demi-finales sont jouées le 15 novembre 1994 à la salle d'El Menzah à Tunis :
- 14h00 :  Angola bat  Congo résultat inconnu[précision nécessaire]
- 17h00 :  Côte d'Ivoire bat  Algérie résultat inconnu[précision nécessaire]

La finale est jouée le 17 novembre 1994 à Tunis, :
- Angola bat  Côte d'Ivoire 24-18

Les résultats des matchs de classement organisés à la salle d'El Menzah à Tunis sont, :
- 14 novembre 1994 à 16h30 (match pour la 5e place) :  Nigeria bat  Tunisie 33-16
- 16 novembre 1994 à 13h00 (match pour la 3e place) :  Algérie bat  Congo 20-13

## Classement final
| Rang                        | Pays          |
| --------------------------- | ------------- |
| Médaille d'or, Afrique      | Angola        |
| Médaille d'argent, Afrique  | Côte d'Ivoire |
| Médaille de bronze, Afrique | Algérie       |
| 4                           | Congo         |
| 5                           | Nigeria       |
| 6                           | Tunisie       |

L'Angola et la Côte d'Ivoire sont qualifiées pour le championnat du monde 1995.